# Pseudanthura baeckea
Pseudanthura baeckea là một loài chân đều trong họ Paranthuridae. Loài này được Poore & Lew Ton miêu tả khoa học năm 1986.